# 斯特普尼 (倫敦)
斯特普尼（Stepney）是英國倫敦的一個地區。斯特普尼是倫敦東區的一部分，在行政區劃上屬於哈姆雷特塔倫敦自治市。斯特普尼曾經是一個貧民區。不過在1960年代之後，這裡的景觀已經有很大變化，變為一個高檔住宅區。